# ريد أوينز
ريد أوينز (2 سبتمبر 1925 - 11 أكتوبر 1988) (بالإنجليزية: Red Owens)‏ هو لاعب كرة سلة أمريكي في مركز مدافع مسدد الهدف. لعب مع Anderson Packers ‏.

## وصلات خارجية
- ريد أوينز على موقع إن بي أي (الإنجليزية)
- ريد أوينز على موقع سبورتس رفرنس (الإنجليزية)
- ريد أوينز على موقع كلية كرة السلة في سبورتس رفرنس.كوم (الإنجليزية)
- ريد أوينز على موقع ريلجم (الإنجليزية)
- ريد أوينز على موقع بروبوليرز (الإنجليزية)